# خالد لموشیه
خالد لموشیه (انگلیسی: Khaled Lemmouchia؛ زادهٔ ۲۹ مهٔ ۱۹۸۱) بازیکن فوتبال اهل فرانسه است.
از باشگاه‌هایی که در آن بازی کرده‌است می‌توان به باشگاه فوتبال وفاق سطیف، باشگاه فوتبال اتحاد الجزایر، باشگاه فوتبال آفریقایی، باشگاه فوتبال مولودیه وهران و باشگاه فوتبال المپیک لیون اشاره کرد.
وی همچنین در تیم‌های ملی فوتبال Algeria U20 الجزایر Algeria A' بازی کرده‌است.